# International Council of Women
International Council of Women eller ICW, är en internationell kvinnoorganisation som arbetar över nationsgränserna för att förbättra kvinnors villkor och rättigheter. Organisationen har rådgivande status hos FN och tidigare hos nationernas förbund. 
ICW grundades i Washington, D.C. i USA år 1888 av representanter från 53 olika kvinnoorganisationer från nio olika länder. Syftet var att göra kampen för kvinnors rättigheter hörd internationellt. Underavdelningar till ICW grundades därefter i andra länder, som fungerade som paraplyorganisationer för varje lands kvinnoorganisationer, och som sedan representerade sitt land vid ICW:s internationella kongresser. I Sverige grundades Svenska Kvinnors Nationalförbund 1896.

## Ordförande
- 1888–1893: Ingen (Millicent Garrett Fawcett valdes men accepterade inte posten)
- 1893–1899: Ishbel Hamilton-Gordon (första gången)
- 1899–1904: May Wright Sewall
- 1904–1920: Ishbel Hamilton-Gordon (andra gången)
- 1920–1922: Pauline Chaponnière-Chaix
- 1922–1936: Ishbel Hamilton-Gordon	(tredje gången)
- 1936–1947: Marthe Boël
- 1940–1945: Renée Girod (interim)
- 1947–1957: Jeanne Eder-Schwyzer
- 1957–1963: Marie-Hélène Lefaucheux
- 1963–1973: Mary McGeachy
- 1973–1976: Mehrangiz Dowlatshahi
- 1976–1979: Ngarmchit Purachatra
- 1979–1986: Miriam Dell
- 1986–1988: Hong Sook-ja
- 1988–1994: Lily Boeykens
- 1994–1997: Kuraisin Sumhadi
- 1997–2003: Pnina Herzog
- 2003–2009: Anamah Tan
- 2009–2015: Cosima Schenk
- 2015–2022 Jungsook Kim
- 2022– Martine Marandel

## Internationella möten
- 1888: Washington, D.C. (första sammankomsten)
- 1894: Berlin
- 1899: London, organiserad med International Congress of Women
- 1904: Berlin, samma möte som Second Conference of the International Woman Suffrage Alliance
- 1909: Toronto, organiserad med International Congress of Women
- 1914: Rom
- 1920: Kristiania
- 1925: Washington, D.C.
- 1930: Wien
- 1933: Chicago
- 1936: Kolkata, organiserad tillsammans med National Council of Women in India
- 1946: Philadelphie
- 2006: Kiev
- 2009: Johannesburg
- 2015: Seoul
- 2015: Izmir
- 2018: Yogyakarta
- 2022: Avignon